# Дублін Ден (фільм, 1912)
«Дублін Ден» (англ. Dublin Dan) — американська короткометражна комедія режисера Герберта Блаше 1912 року.

## У ролях
- Барні Гілмор — Ден Дублін — детектив
- Дарвін Карр — Джон Форсайт — кримінальний
- Джон Робертс — Роберта Форсайт — брат Джона
- Джеймс Стерлінг — Білл Стіл
- Бланш Корнуолл — Розалі Кларк
- Лілліен Лоррейн — Старий Хаг
- Рей Ленскі — Джуно Севедж — авантюристка
- Лі Беггс — Метт — головоріз
- Джордж Пекстон — моряк